# 地上デジタル放送開始4局合同特番・テレビが変わる!

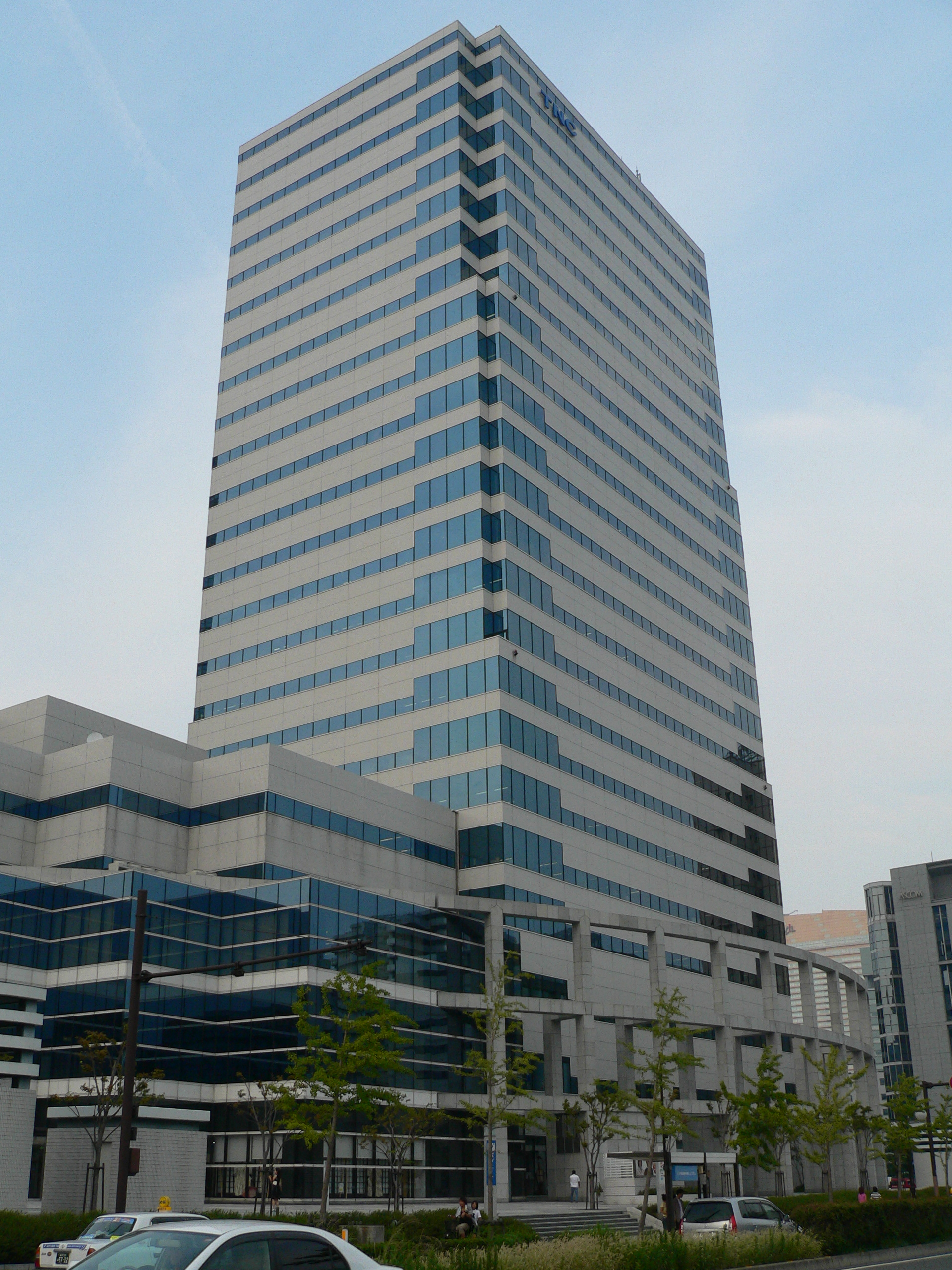
生放送が行われたTNC放送会館

『地上デジタル放送開始4局合同特番・テレビが変わる!』（ちじょうデジタルほうそうかいしよんきょくごうどうとくばん・テレビがかわる）とは、2006年7月1日に地上デジタル放送を開始した福岡県の民放テレビ局4社（RKB毎日放送、テレビ西日本（TNC）、福岡放送（FBS）、TVQ九州放送）が共同制作し、この日の10:00 - 10:30に4局サイマル生放送された特別番組。

## 概要
この日、地上デジタル放送開始記念式典が行われていたTNC放送会館内『パヴェリアホール』からの生放送。オープニングの挨拶は放送会館4階テラスで行われ、デジアナ（地上デジタル放送推進大使）を務める川添麻美（RKB）、高山梨香（TNC）、若林麻衣子（FBS）、立花麻理（TVQ）の4人がユニフォームである白のスーツ姿で登場。4人は番組のメインを務めた。
10:04に4局の代表取締役社長がスイッチを押し、地上デジタルの本放送が開始された後（クレジットされていなかったが、進行はRKBアナウンサーの坂田周大が務めた）、各局がそれぞれ一つずつテーマに基づいて制作した「地デジの魅力」をPRするVTRが放送された（後述）。
また、VTRの合間には5.1chサラウンドの実演が行われ、嘉穂劇場で演奏されたベートーベンの「第九」や、ヤフードームの「ソフトバンク×楽天」で松中信彦がヒットを打ったVTRが臨場感たっぷりに上演された。
番組の最後には今後のエリア拡大予定が紹介され、さらに4局のマスコットキャラクター（RKB…ももピッ!、FBS…ゆめんた、TVQ…モニ太、TNC…てれビー）が自局のリモコンキーIDを持って勢ぞろいし、番組を締めくくった。

## 各局が制作したVTR一覧
地デジは高画質（RKB担当）
RKBのデジアナ川添麻美が同局の夕方ワイド番組『今日感テレビ』キャスターの川上政行と池尻和佳子に地デジの画質の良さを説明。また、不定期で金曜日のコメンテーターを務める吉村作治が「地デジの高画質は生でミイラに出会う位の感動」とアピール。
情報まるわかり・データ放送（TVQ担当）
TVQのデジアナ立花麻理が同局の子供向けバラエティ番組『ばりすご★ボイガー7』の3923と田中選手にデータ放送やEPGの使い方をレクチャー。
地デジ塾『ワンセグ』（TNC担当）
TNCのデジアナ高山梨香が同局朝の情報番組『ももち浜ストア』の福田健次、津野瀬果絵、内堀富美にワンセグの仕組みや便利さ、画質の良さなどをレクチャー（フォーマットは高山が担当する木曜日のコーナー「ヤング塾」を踏襲）。VTRに気象予報士の手嶋準一が登場した他、VTRの後高山が福岡タワー前に出て、シーサイドももち周辺で営業しているベロタクシーの運転手の男性にもワンセグを体感してもらった。
これでバッチリ!地デジの見方（FBS担当）
FBSアナウンサーの牟田剛司と、局がデジタル放送のPRのために結成した女性4人のユニット「デジタル・ハニー」が地デジを見るために必要な機械や工事、手続きについて説明。

## 備考
- 当初番組に付いていた仮題は「地デジ4You」（ちデジフォーユー、英語の「For」と地デジ開始の「4」局を掛けたもの）で、一部テレビ雑誌にはこのタイトルで掲載されていたが、正式なタイトルは記事名の通りとなった。
- 番組のスポンサーはNTT DoCoMo九州とベスト電器（提供クレジット出しは各局で行われた）。実際はこの2社の他に西部ガスのCMも放送された。
- TNCでは、10:00の放送開始前に『土曜NEWSファイル CUBE』のPRという形で事前番組が9:55から放送され（番組のキャスターである田久保尚英と林恵子、手嶋準一、コメンテーターの舛添要一が出演）、ステーションブレイク無しで特番がスタートした。
- この4局から遅れて5か月後の2006年12月1日に地上デジタル放送を開始した九州朝日放送では、この時間に『新婚さんいらっしゃい!』の再放送が行われていた。また、同年4月1日に既に開始したNHK福岡放送局では『NHKネットワーク54』が放送されていた。
- 西日本新聞の紙面には4局のデジアナが登場し、「地デジナビ」企画で合同特番の告知を行っていた。

## 福岡県におけるこの他の地上デジタル放送開始記念特番（7月1日放送分）
この特番の終了後も、TNCを除く各局ではハイビジョンを生かした自社制作の特別番組（地上デジタル放送開始記念特番）が放送された。

### RKB毎日放送
- 今日感テレビ・地デジGO!GO!
- 吉村作治エジプト4000年・夢への挑戦 ミイラ発見!4000年の時を超えて〜デジタル完全版〜

### 福岡放送
- デジタルめんたいワイド 〜テレビがゼッタイおもしろい!〜

### TVQ九州放送
- TVQスーパースタジアム「千葉ロッテマリーンズ×福岡ソフトバンクホークス」（千葉マリンスタジアム）